# Épaphrodite (affranchi)
 (octobre 2018).
- Si vous ne connaissez pas le sujet, laissez ce bandeau (vous pouvez alors contacter les auteurs).
- Si vous supprimez le contenu mis en cause (vous pouvez préalablement contacter les auteurs),

argumentez précisément cette suppression dans la page de discussion
(un manque de référence n'est pas un argument ; une recherche réelle de référence doit avoir été effectuée, être formellement documentée).
Pour les articles homonymes, voir Épaphrodite.
Épaphrodite (Tiberius Claudius Epaphroditus) (né v. 20/25, mort en 95/96) est un affranchi et secrétaire impérial qui servit sous les règnes des empereurs Néron, Vespasien, Titus et Domitien. Il est célèbre pour avoir aidé Néron à se donner la mort en lui enfonçant une épée dans la gorge.
Il est exécuté sur ordre de Domitien fin 95 - début 96, pendant ce qu'il est convenu d'appeler la persécution de Domitien, bien qu'il ne s'agisse pas d'une persécution religieuse. Cette suite d'exécutions parmi les plus hauts personnages de l'Empire entraîne l'assassinat de Domitien.

## Son nom
Son nom provient du grec Ἐπαφρόδιτος et signifie « favori d'Aphrodite », formé du préfixe grec « EP » qui veut dire « pour » combiné avec le nom de la déesse Aphrodite. Les Romains ont souvent donné à des esclaves d'origine grecque des noms illustres de la mythologie et de la culture grecques, par exemple Narcisse, l'affranchi de Claude, Polyclitus, l'affranchi de Néron et Caenis l'affranchie d'Antonia Mineure.

## Sa vie
Épaphrodite est secrétaire a libellis de Néron. Ce qui signifie qu'il rédige les réponses de l'empereur aux requêtes qui lui sont faites. Il est mentionné comme un appariteur Césarum. Il est donc une sorte de serviteur de la famille impériale, mais ses fonctions ne sont pas mentionnées précisément. En tant que viator tribunicius, il a dû servir quelqu'un avec les pouvoirs d'un tribun, et cela ne peut être que l'empereur. 
En 65, Épaphrodite apprend qu'un groupe dirigé par le sénateur Pison organise une conspiration. Les conjurés sont convenus de poignarder Néron le 19 avril lorsqu’il se rendra au Circus Maximus pour les jeux de Cérès, tandis que Pison sera présenté au camp des prétoriens par Faenius Rufus. Épaphrodite informe immédiatement l'empereur et Pison et les autres conspirateurs sont arrêtés. Après leur exécution, Épaphrodite reçoit les honneurs militaires. C'est désormais un homme riche qui posséde de grands jardins sur l'Esquilin, à l'est de la Domus Aurea («Maison d'Or»), que Néron a commencé à construire après le Grand incendie de Rome en 64.
Au cours de la conspiration qui met un terme à la dynastie des Julio-Claudiens, Épaphrodite accompagne Néron dans sa fuite. Lorsque l'empereur apprend que les armées du vieux Galba le cherchent pour l'exposer au triomphe de ce dernier et ensuite l'exécuter publiquement par fustigation, il tente de se suicider. Manquant de courage, il demande l'aide de son affranchi, qui l'aide à enfoncer son couteau dans sa gorge (9 juin 68). 
Galba et ses deux éphémères successeurs le laissent en vie, se contentant de lui interdire l'Italie. Mais Vespasien le rappelle en 71, lui confiant diverses tâches, jusqu'à le nommer pour la deuxième fois secrétaire personnel de l'empereur. Titus fait le même choix à son arrivée au pouvoir en 79, ainsi que Domitien deux ans plus tard. 
Mais vers la mi 95, éclate ce qu'on appelle traditionnellement la persécution de Domitien, bien que les historiens contestent que ce soit une persécution religieuse. Dion Cassius raconte que Domitien fait exécuter Titus Flavius Clemens après son consulat qui s'est terminé le 1er mai 95, puis Manius Acilius Glabrio, après que plusieurs autres aient aussi été condamnés à mort ou à la saisie de leurs biens à cause de leurs pratiques juives et sous l'accusation d'athéisme. Enfin Épaphrodite semble exécuté pour les mêmes motifs que les précédents, mais Dion Cassius ajoute ce qui semble être un prétexte que Suétone présente ainsi : « Quand Domitien se souvint que son secrétaire Épaphrodite avait aidé Néron à se suicider, il le fit tout de suite exécuter afin qu'il n'en prenne pas l'habitude,. » Les exécutions se poursuivent ainsi, jusqu'à ce qu'une coalition entre le milieu judéo-chrétien de Rome et le milieu traditionaliste sénatorial se forme pour éliminer Domitien, afin de faire cesser ce qui leur apparaît comme une folie meurtrière, (18 septembre 96).
Épaphrodite eut comme esclave Épictète et le maltraita. Toutefois, Épictète a été affranchi et au début du IIe siècle il est riche. Il est donc probable qu'Épaphrodite l'avait affranchi par une disposition de son testament et qu'il l'avait doté d'une partie de sa fortune, comme cela se faisait souvent pour les esclaves domestiques ayant bien servi leur maître.

## Identifications en débat

### Éventuel patron littéraire de Flavius Josèphe
Pour une part importante de la critique historique, Épaphrodite est le patron littéraire désigné par Flavius Josèphe (Contre Apion 1, 1 ; 2, 278) auquel il dédie ses Antiquités judaïques (I, 8-9), ce qu'il rappelle en conclusion de son Autobiographie (430),. Au début de ses Antiquités judaïques, publiée en 92/93, il le décrit comme un homme qui a été mêlé « à de grands événements et à des fortunes très diverses, au milieu desquels il a toujours fait preuve d'une merveilleuse force de caractère. » La carrière d'Épaphrodite correspond au langage de la description de Josèphe dans les Antiquités (I, 8-9),. L'ancien secrétaire des pétitions de Néron (a libellis) qui a contribué à révéler la conspiration de Pison et qui a ensuite aidé l'empereur à mettre fin à ses jours dans des circonstances dramatiques, a effectivement été « associé à de grands événements »,. Celui qui après avoir été esclave, a été secrétaire de Néron après avoir été affranchi, est ainsi devenu très riche, puis a été banni par Galba à cause de ce que certains ont considéré comme le meurtre d'un empereur et qui est redevenu secrétaire impérial sous Vespasien a connu « des vicissitudes diverses ». Dans son Contre Apion, Josèphe l'appelle « très puissant Épaphrodite », ce qui correspond bien à quelqu'un de très riche, qui a été secrétaire de quatre empereurs, et qui au moment où Josèphe publie ce livre (93/94) est encore le secrétaire de Domitien. Épaphrodite est un nom qui généralement était donné à un esclave. Combien d'hommes portant ce nom ont eu un tel contact avec ce que Josèphe appelle « de grands événements » ?
Dion Cassius raconte qu'Épaphrodite a été exécuté car Domitien lui reprochait « de ne pas avoir secouru Néron » afin de dissuader par cet exemple ses autres affranchis « de ne rien oser de semblable. » Mais il indique préalablement qu'il s'était mis à soupçonner tout le monde et en particulier ses affranchis pour les mêmes motifs que ceux pour lesquels il avait mis à mort Titus Flavius Clemens et Acilius Glabrio, ce qui dans un premier temps avait valu à Épaphrodite d'être banni. Comme aux autres, il lui était donc aussi reproché une forme « d'athéisme » qui avait fait « condamner aussi plusieurs citoyens, coupables d'avoir embrassé la religion des juifs. » Josèphe indique qu'Épaphrodite était curieux de l'histoire antique des Juifs et que c'est pour cela qu'il l'avait pressé d'écrire ses Antiquités. Ce qui là encore correspond bien à l'attitude de quelqu'un qui a « embrassé la religion des juifs. » Les commanditaires de Josèphe, notamment pour l'écriture de la Guerre des Juifs, sont Vespasien et Titus. Bien que la « Guerre des Juifs » ne mentionne pas Épaphrodite, il serait logique qu'un secrétaire particulier de ces empereurs s'intéressant à ces questions et patronnant ses autres œuvres, ait déjà été impliqué anonymement dans l'écriture de ces premiers livres.
Toutefois, cette identification est contestée par ceux qui suivent l'évêque Photios de Constantinople (IXe siècle) et place la mort d'Agrippa (II) comme ayant eu lieu « la troisième année du règne de Trajan (100). » L'Autobiographie de Josèphe, dans laquelle il dédie à nouveau les Antiquités judaïques à Épaphrodite, a en effet été publiée pour récuser les révélations de Justus de Tibériade qui a attendu la mort d'Agrippa pour publier son livre sur « l'Histoire de la guerre juive ». Mais pour les tenants de l'identification du patron littéraire de Josèphe avec l'ancien secrétaire de Néron, Photios se trompe et il n'est même pas sûr qu'il connaisse la date du début du règne de Trajan. Ils préfèrent s'en tenir aux inscriptions épigraphiques qui montrent qu'Agrippa n'était plus le dirigeant de son royaume, au plus tard en 96,, et donc qu'il était probablement mort avant la réalisation de ces inscriptions, peut-être en 92-94, juste avant la publication de la première édition des Antiquités judaïques par Flavius Josèphe. De plus, pour eux si Josèphe avait écrit sous Trajan il aurait été inconcevable qu'il rende un hommage appuyé à Domitien à la fin de son texte sans dire un seul mot en faveur de l'empereur au pouvoir. D'autant qu'après l'assassinat de Domitien, celui-ci a été considéré comme un tyran et qu'une damnatio memoriae a été prononcée contre lui,,,,. (Voir à ce sujet Date de la mort d'Agrippa.)

### Épaphrodite de Chéronée
Certains critiques estiment que c'est le même que celui qui est connu presque exclusivement par quelques fragments de ses écrits qui ont survécu et qui sont des commentaires d'Homère, d'Hésiode ou de Callimachus. Une brève mention dans la Souda, une encyclopédie byzantine du Xe siècle, l'appelle Épaphrodite de Chéronée,. Ce grammairien était florissant depuis le règne de Néron jusqu'à Nerva,, ce qui correspond à la période du secrétaire de Néron dont l'activité se termine brutalement environ un an avant l'arrivée au pouvoir de Nerva, sachant que ce dernier régnera moins de deux ans. Tout comme le secrétaire de plusieurs empereurs, cet Épaphrodite était très riche puisqu'il possédait 30 000 volumes dans sa bibliothèque personnelle et qu'il utilisait deux de ses maisons de Rome pour les entreposer.
Les critiques qui le distinguent de l'ancien secrétaire de Néron estiment que c'est à lui que Flavius Josèphe dédie ses livres. Toutefois, il est possible que ces deux figures appartiennent au même personnage historique. Depuis plus de deux siècles, Épaphrodite de Chéronée est identifié à Mettius Épaphroditus dont le nom figure sur le socle d'une statue découvert alors, sur lequel est indiqué qu'il était « grammairien ». Toutefois, la Souda indique qu'Épaphrodite de Chéronée a été affranchi par un préfet d'Égypte appelé « Modestus ». Or, il a récemment été montré qu'aucun préfet d'Égypte ne s'est appelé Mettius Modestus,, de même qu'on ne le trouve pas dans les fasti de la province d'Égypte (Bastianini 1988, p. 505). En revanche le seul préfet d'Égypte portant le nom de "Modestus" est Tiberius Claudius Balbillus Modestus qui a été préfet d'Égypte de 54 à 59. Cela correspondrait parfaitement au tria nomina du secrétaire de Néron qui s'appelle Tiberius Claudius Epaphroditus, l'usage étant que l'affranchi prenait le praenomen et le nomen de son maître et y accolait son nom comme cognomen.